# Krásno nad Kysucou
Krásno nad Kysucou je město na severním Slovensku, v  Žilinském kraji, okrese Čadca na Kysucích.

## Poloha
Město se nachází v údolí řeky Kysuce, mezi pohořími Javorníky a Kysucké Beskydy, cca 18 km od českých hranic. Město leží od hlavního města Bratislavy 220 km, krajského města Žiliny 23,7 km a okresního města Čadca 9,2 km, sousedí se šesti obcemi : Klubina, Dunajov , Čadca, Oščadnica, Zborov nad Bystricou a Kysucký Lieskovec.

## Historie
První písemná zmínka o obci pochází z roku 1325. V obci je římskokatolický kostel svatého Ondřeje z roku 1867.